# Irugur
Irugur là một thị xã panchayat của quận Coimbatore thuộc bang Tamil Nadu, Ấn Độ.

## Địa lý
Irugur có vị trí 11°01′B 77°04′Đ / 11,02°B 77,07°Đ Nó có độ cao trung bình là 343 mét (1125 feet).

## Nhân khẩu
Theo điều tra dân số năm 2001 của Ấn Độ, Irugur có dân số 18.602 người. Phái nam chiếm 50% tổng số dân và phái nữ chiếm 50%. Irugur có tỷ lệ 73% biết đọc biết viết, cao hơn tỷ lệ trung bình toàn quốc là 59,5%: tỷ lệ cho phái nam là 80%, và tỷ lệ cho phái nữ là 66%. Tại Irugur, 9% dân số nhỏ hơn 6 tuổi.